# Rhodesiella
Rhodesiella là một chi ruồi trong họ Chloropidae.